# Stadler FLIRT
Stadler FLIRT — семейство пассажирских электро- и дизель-поездов производства швейцарской компании Stadler Rail AG. FLIRT — аббревиатура (нем. Flinker Leichter Innovativer Regional-Triebzug, что можно перевести как скоростной лёгкий инновационный региональный поезд); английский вариант — Fast Light Innovative Regional Train.
Первый поезд был разработан для Швейцарских железных дорог и поставлен в 2004 году. В последующие годы поезд поставлялся операторам в Алжире, Беларуси, Венгрии, Германии, Италии, Норвегии, Польше, Финляндии, Чехии, Эстонии. По состоянию на декабрь 2015 года портфель заказов компании на Stadler FLIRT составил 1128 штук.
Производство электропоездов FLIRT для заказчиков в Польше осуществляется на заводе Stadler в городе Седльце Республики Польша.

## Спецификации

### Беларусь
В период 2011—2012 годов было поставлено 10 электропоездов, эксплуатирующихся на линиях минской городской электрички и региональных линиях. В декабре 2012 года Белорусская железная дорога заключила контракт на поставку в 2013—2014 годах ещё 6 электропоездов семейства Stadler FLIRT для межрегиональных линий.
Электропоезда для городских линий и региональных линий получили обозначения ЭПг и ЭПр соответственно. Эти электропоезда являются отдельными исполнениями эксплуатируемой в Финляндии аналогичной модели, рассчитанной на температуру окружающей среды до −40 °C; взятый за основу поезд адаптирован под условия и требования БЧ (изменены система обеспечения безопасности движения, токоприёмники, радиосвязь и тому подобное). Заводское обозначение ЭПг такое же, как у четырёхвагонной версии ЭПр (L-4219); основные отличия ЭПг от ЭПр по компоновке приведены ниже в таблице.
| Серия / заводской тип | Составность при поставке | Компоновка посадочных мест |
| --------------------- | ------------------------ | -------------------------- |
| ЭПг / L-4219          | Четырёхвагонная          | 2+3                        |
| ЭПр / L-4219          | Четырёхвагонная          | 2+2                        |
| ЭПр / L-4266          | Пятивагонная             | 2+3                        |

4 октября 2012 года было начато строительство завода Stadler недалеко от города Фаниполь. Первый пусковой комплекс по сборке поездов в Беларуси начал свою работу в конце 2014 года
Весной-летом 2016 года электропоезда Stadler FLIRT (ЭПм) начали курсировать по новым экспресс маршрутам «Межрегиональные линии бизнес-класса» Минск — Гомель (с остановками в пятницу и воскресенье в Жлобине и Бобруйске, и другие дни-безостановочно) и Минск — Брест (безостановочно).
3 июня 2016 года по маршруту Гомель — Минск отправился первый поезд Stadler в тестовом режиме. Время пути на маршруте составляет 2 часа 59 минут, что на 40 минут быстрее, по сравнению с прежним составом с тепловозной тягой. После прохождения всех испытаний, используемый на маршруте состав будет заменён на более новую модель FLIRT G.

### Венгрия

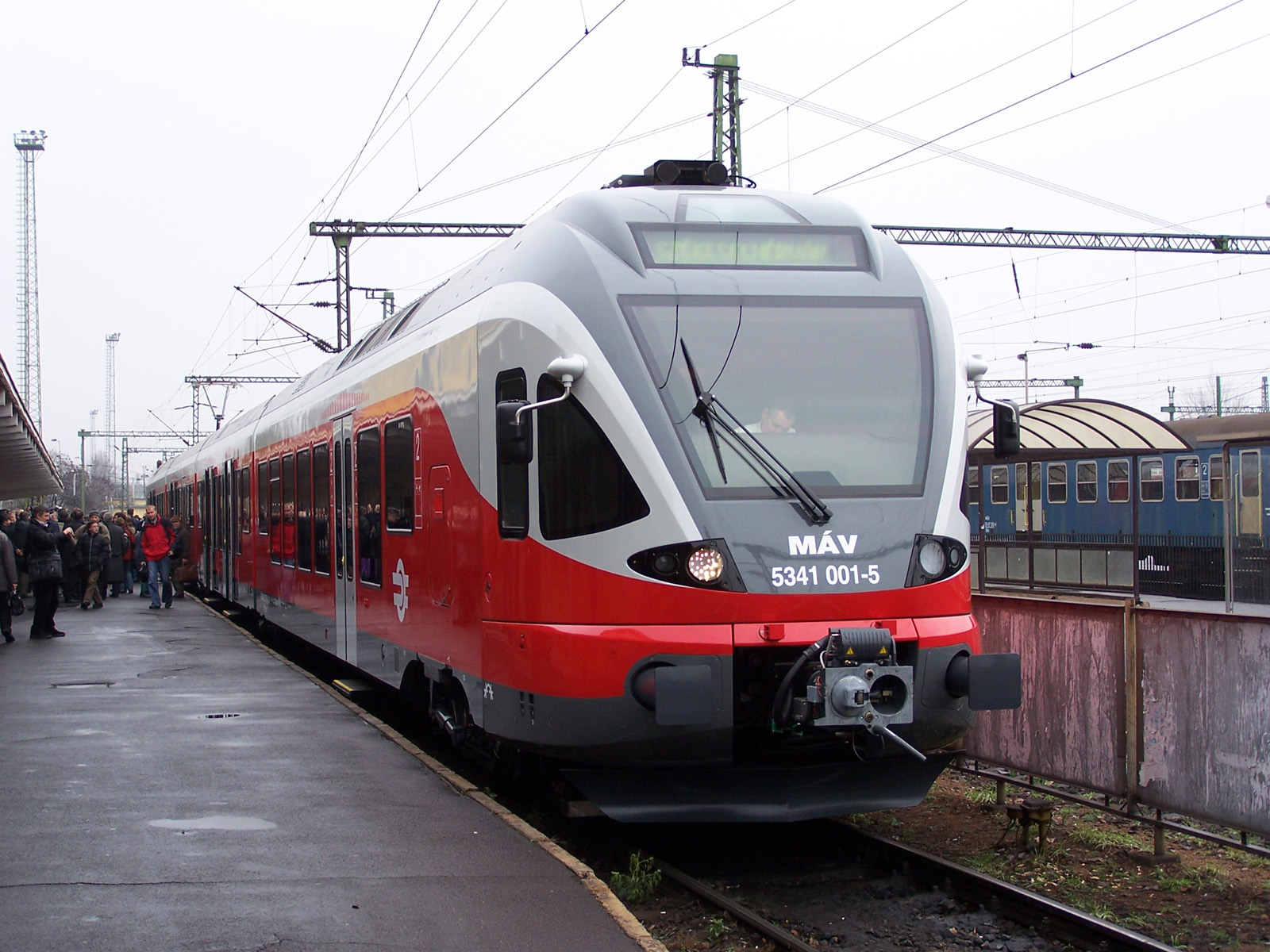
FLIRT, эксплуатируемый Венгерской железной дорогой

### Германия

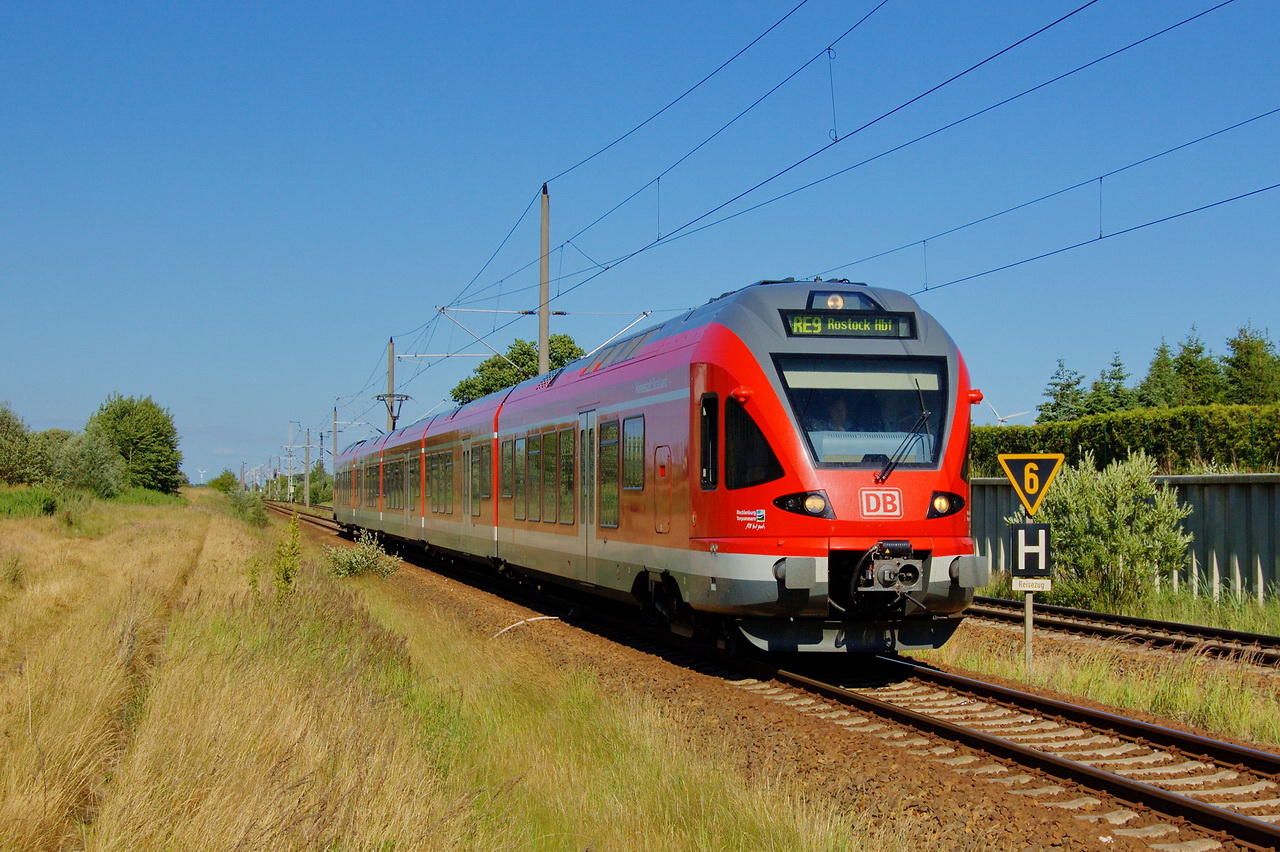
FLIRT компании DB Regio вблизи Рибниц-Дамгартена

Транспортная компания Cantus, совместное дочернее предприятие Hessische Landesbahn и Hamburger Hochbahn, стала первым немецким оператором FLIRT, получив свой первый поезд в 2006 году. Подвижной состав компании насчитывает 14 трёхвагонных электропоездов и 6 четырёхвагонных.
С декабря 2007 года Abellio Rail NRW эксплуатирует 9 трёхвагонных и 8 двухвагонных поездов FLIRT для региональных маршрутов между Эссеном, Хагеном, Изерлоном и Зигеном.
Кроме того, с декабря 2007 года WestfalenBahn использует 14 поездов в регионе Тевтобургского леса.
В 2006 году DB Regio, дочерняя компания Deutsche Bahn, заказала пять пятивагонных составов для региональных перевозок на северо-восточном побережье Германии. Поезда были доставлены в августе 2007 года и теперь используются на маршрутах Росток-Штральзунд-Лицов-Сассниц (Ганс-Экспресс), Сасниц-Штральзунд и Бинц-Лицзоу.
Самый большой заказ из Германии до сих пор прибыл в октябре 2006 года из лизинговой компании Angel Trains Europe, когда они заказали 25 поездов FLIRT. Год спустя, в ноябре 2007 года, Angel Trains заказал ещё 19 составов.

### Норвегия

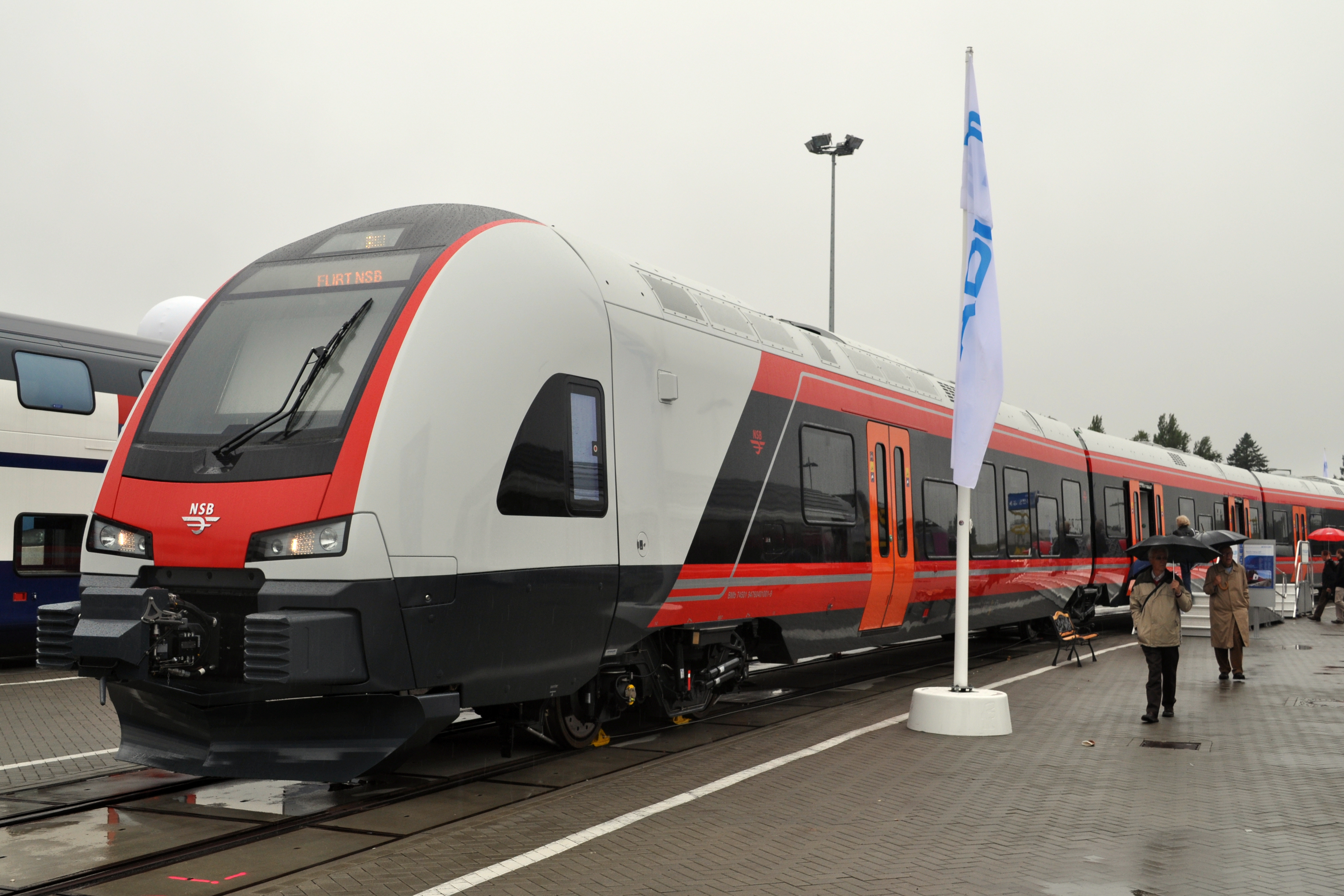
Stadler FLIRT для Норвежской железной дороги (NSB Railways) на выставке Innotrans 2010

### Польша
Koleje Mazowieckie использует 10 четырёхвагонных электропоездов на маршрутах в варшавском регионе.

### Финляндия

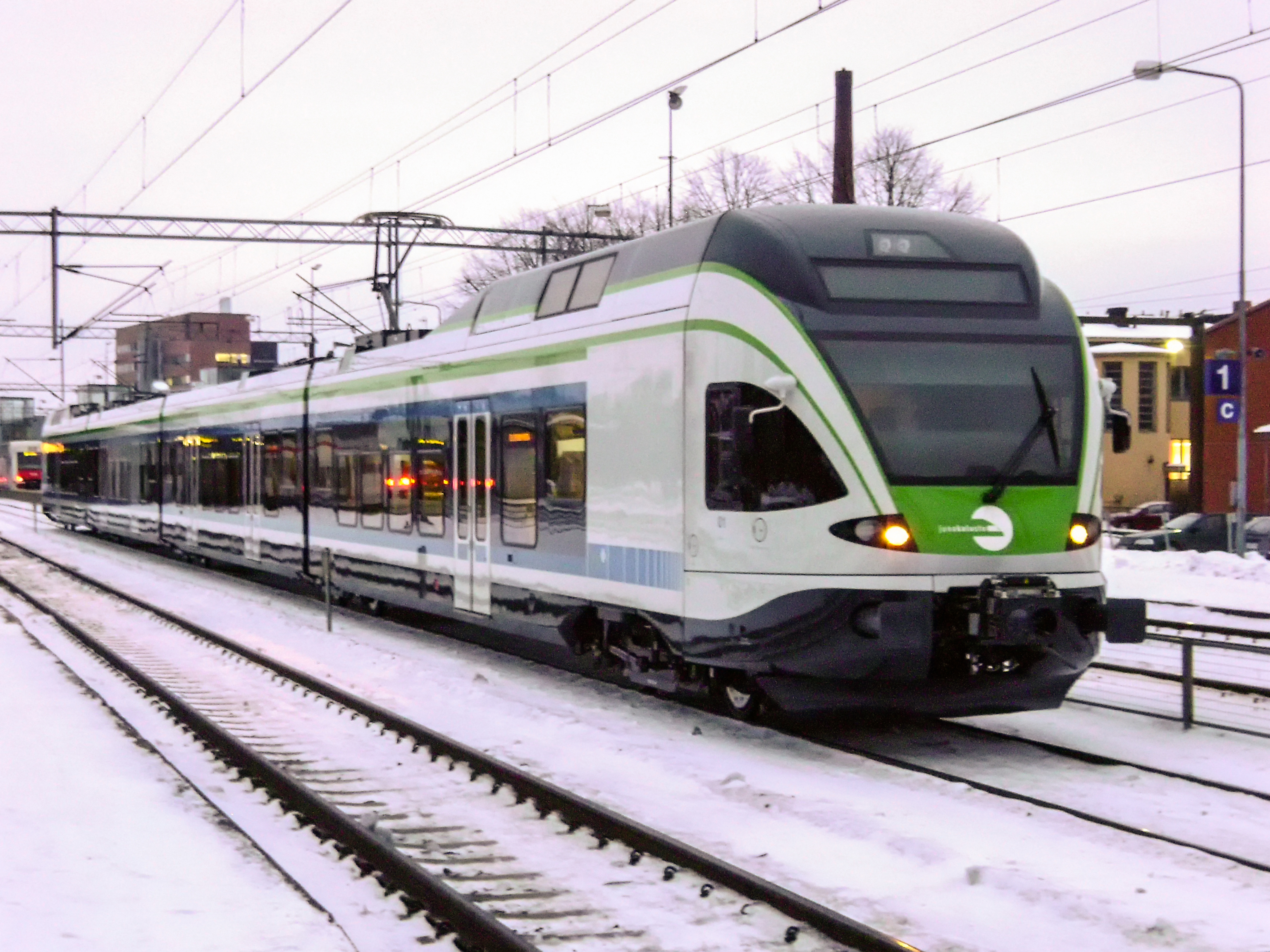
Sm5 семейства Stadler FLIRT компании Junakalusto Oy в Рийхимяки

Компания Junakalusto Oy эксплуатирует 41 поезд серии FLIRT на линиях Хельсинки — Турку, Хельсинки — Рийхимяки — Тампере, Хельсинки — Лахти и Хельсинки — Вантаанкоски.

### Чехия
LEO Express a.s.

### Швейцария
Как в стране появления семейства Stadler FLIRT, поезда активно используются местными операторами SBB, BLS, SOB. На сегодняшний день SBB эксплуатирует 184 состава типа, BLS - 58 (из которых 30 - RegioExpress, 28 - S-Bahn), SOB - 66 (30 - SOB Traverso, 13 - FLIRT 3, 12 - FLIRT 2, 11 - FLIRT 1).

#### BLS
Компания не оперирует обыкновенными поездами Stadler FLIRT, однако использует RABe 528 "MIKA", являющиеся деривативом семейства. 
30 составов применяются на линиях RegioExpress: 
- RE1 / R11 Bern–Spiez–Zweisimmen (–Brig–Domodossola)
- RE8 Spiez–Zweisimmen
- RE9 Spiez–Interlaken Ost
- RE12 Spiez–Frutigen
- IR66 Bern–Neuchâtel–La Chaux-de-Fonds

28 составов применяются на линиях городской электрички Берна (Bern S-Bahn) (В процессе ввода в эксплуатацию до 2025 года): 
- S2 Laupen–Bern–Langnau i.E
- S4 Thun–Belp–Bern–Burgdorf–Langnau i.E

#### SOB

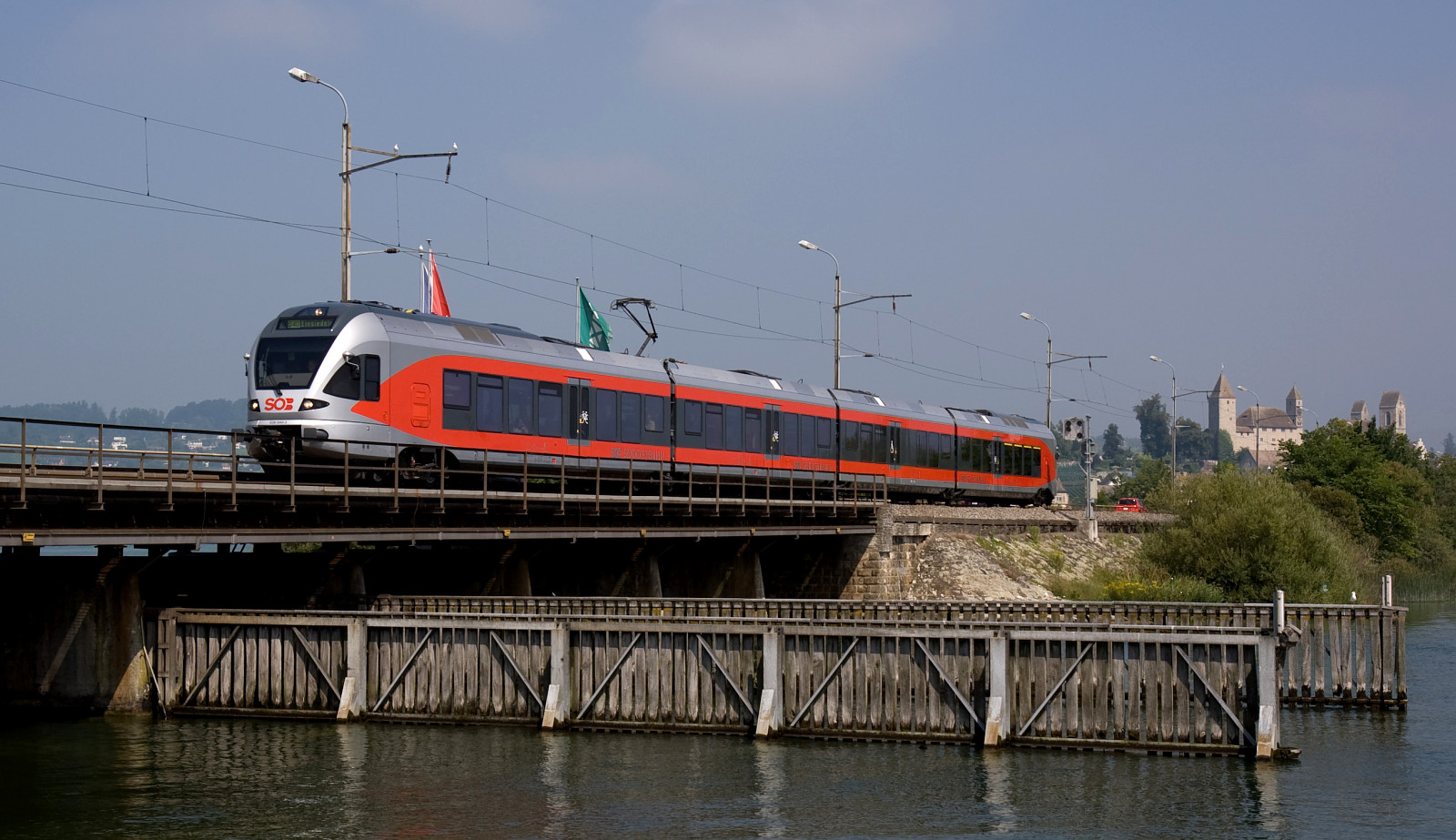
Stadler FLIRT швейцарского Südostbahn в Seedamm

### Эстония
Первый поезд прибыл в ноябре 2012 года. С декабря начались испытания новых составов. На линии новые электропоезда вышли 1 июля 2013 года.
Также дизельные поезда вышли на железную дорогу 1 января 2014 года. На сегодняшний день[когда?] на железнодорожных путях курсируют 18 электро- и 20 дизель-поездов.
Электро- и дизель-поезда эксплуатируются оператором Eesti Liinirongid AS (Elron) и относятся к подсемейству FLIRT 160. Составам присвоены порядковые номера и собственные имена. Номера четырёхзначные, где первая цифра зависит от типа тяги (1 — для электропоездов, 2 — для дизель-поездов), вторая соответствует количеству вагонов, последние две — индивидуальный номер.
Имена и номера электропоездов оператора Elron:
Kegel 1401 |
Chalottenhof 1402 |
Lendav Läänlane 1403 |
Bussnang 1406 |
Pääsküla 1407 |
Orle 1408 |
Berta 1309 |
Kedder 1310 |
Riesenberg 1311 |
Koit 1316 |
Hämarik 1319 |
Päike 1321 |
Tulihobune 1323 |
Apelsin 1324 |
Pikne 1326 |
Elektra 1327 |
Kõu 1329 |
Amandus 1330 |
Имена и номера дизель-поездов оператора Elron:
Pahlen 2404 |
Reval 2422 |
Dorpat 2425 |
Krull 2428 |
Tarapita 2431 |
Balti Ekspress 2432 |
Mulgi Ekspress 2305 |
Fellin 2312 |
Pernau 2313 |
Hermet 2314 |
Johanna 2315 |
Susanna 2317 |
Pitka 2318 |
Luule 2320 |
Lembitu 2233 |
Werro 2234 |
Pölwe 2235 |
Pisuhänd 2236 |
Linda 2237 |
Martino 2238